# Samantha (fumetto nero)
Samantha - La donna del mistero è una serie a fumetti di genere nero italiano pubblicata nel 1966 in Italia dalle Edizioni Meroni nata sulla scia del successo di Diabolik. La protagonista, Samantha, è l'alter ego segreto dell'affascinante Jocelyn McGregor che, indossando una semplice calzamaglia, camuffa la propria identità.

## Storia editoriale
Vennero pubblicati 7 volumi in formato tascabile tipico del genere (12x17 cm) a 128 pagine con periodicità mensile da gennaio a luglio 1966.
1. "Terrore a Red Castle"
2. "Il dominatore del destino"
3. "Top Secret"
4. "L'atollo di giada"
5. "La febbre azzurra"
6. "Missione a Batavia"
7. "SW3 non risponde!"